# Saint-Gilles (Saône-et-Loire)
Saint-Gilles [sɛ̃ ʒil] ist eine französische Gemeinde mit 281 Einwohnern (Stand: 1. Januar 2022) im Département Saône-et-Loire in der Region Bourgogne-Franche-Comté. Die Gemeinde gehört zum Arrondissement Chalon-sur-Saône und zum Kanton Chagny. Die Einwohner werden Saint-Gillois und Saint-Gilloises genannt.

## Geografie
Saint-Gilles liegt etwa 20 Kilometer nordwestlich von Chalon-sur-Saône an der Dheune und am Canal du Centre. Zahlreiche Weinsorten werden hier im Weinbaugebiet Bourgogne angebaut. Umgeben wird Saint-Gilles von den Nachbargemeinden Cheilly-lès-Maranges im Norden und Nordwesten, Chassey-le-Camp im Osten und Nordosten, Chamilly im Osten und Südosten sowie Dennevy im Westen und Südwesten.

## Bevölkerungsentwicklung

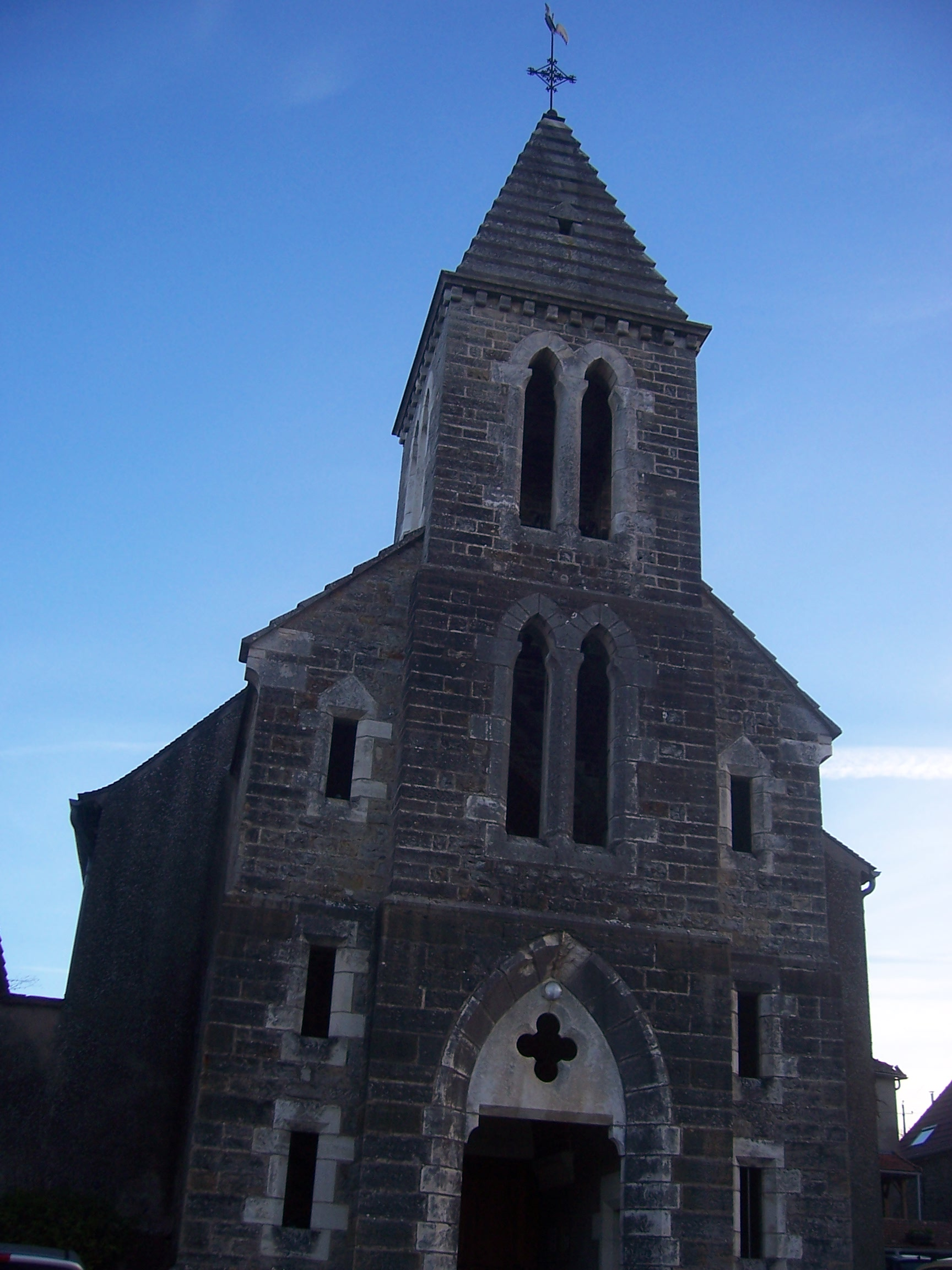
Kirche Saint-Gilles

| Jahr                       | 1962 | 1968 | 1975 | 1982 | 1990 | 1999 | 2006 | 2013 | 2020 |
| Einwohner                  | 328  | 339  | 331  | 287  | 284  | 299  | 314  | 276  | 278  |
| Quellen: Cassini und INSEE |      |      |      |      |      |      |      |      |      |

## Sehenswürdigkeiten
- Kirche Saint-Gilles